# Sœur Monika
Sœur Monika (Schwester Monika) est un roman érotique allemand, publié à Posen en 1815 et dont l'attribution à E.T.A. Hoffmann est aujourd'hui admise après avoir été longtemps discutée.

## Éditions et attributions
L'édition originale anonyme est très rare et daterait de 1815. L'ouvrage est réédité à 800 exemplaires en 1910 à Vienne avec une préface indiquant pour la première fois E.T.A. Hoffmann comme en étant l'auteur. Cette attribution déclenche les réactions scandalisées des spécialistes d'Hoffmann, qui avait toujours été réputé pour la "pureté de ses mœurs". Mais les indices s'accumulent ensuite en faveur de l'attribution hoffmannienne, d'abord après la découverte d'autres écrits licencieux, de liens avec la biographie d'Hoffmann, puis sur des analyses linguistiques et enfin sur divers témoignages sur l'existence du manuscrit original. S'il manque une preuve définitive, il est aujourd'hui largement admis que Hoffmann est bien l'auteur du livre.